# Ferkens gränd

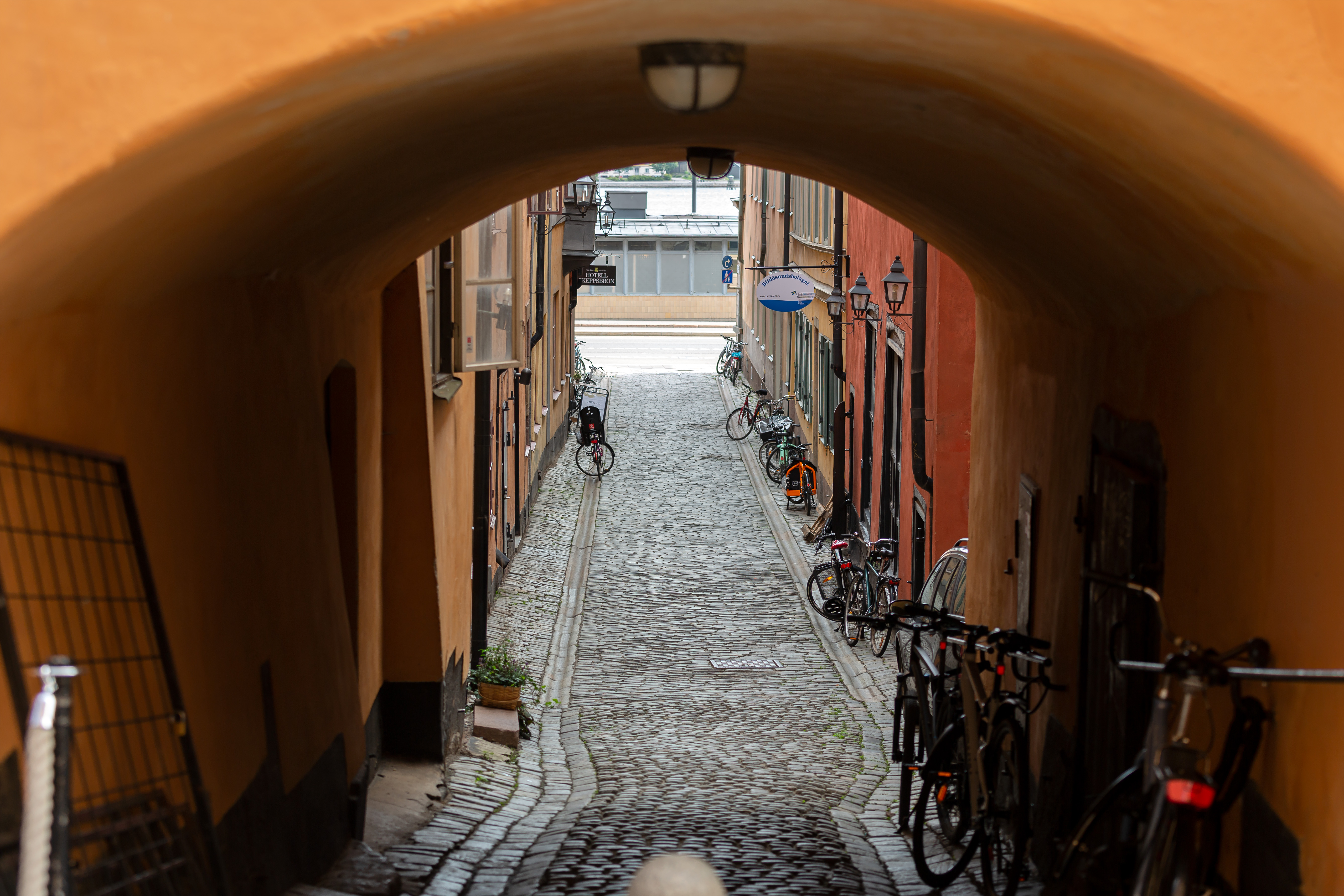
Gränden från Österlånggatan, 2019.

Ferkens gränd är en gränd i Gamla stan i Stockholm. Den sträcker sig från Österlånggatan österut till Skeppsbron. I Ferkens gränd fanns på 1600-talet två kända krogar: Gårköket Farken och Källaren Halvmånen.

## Historik

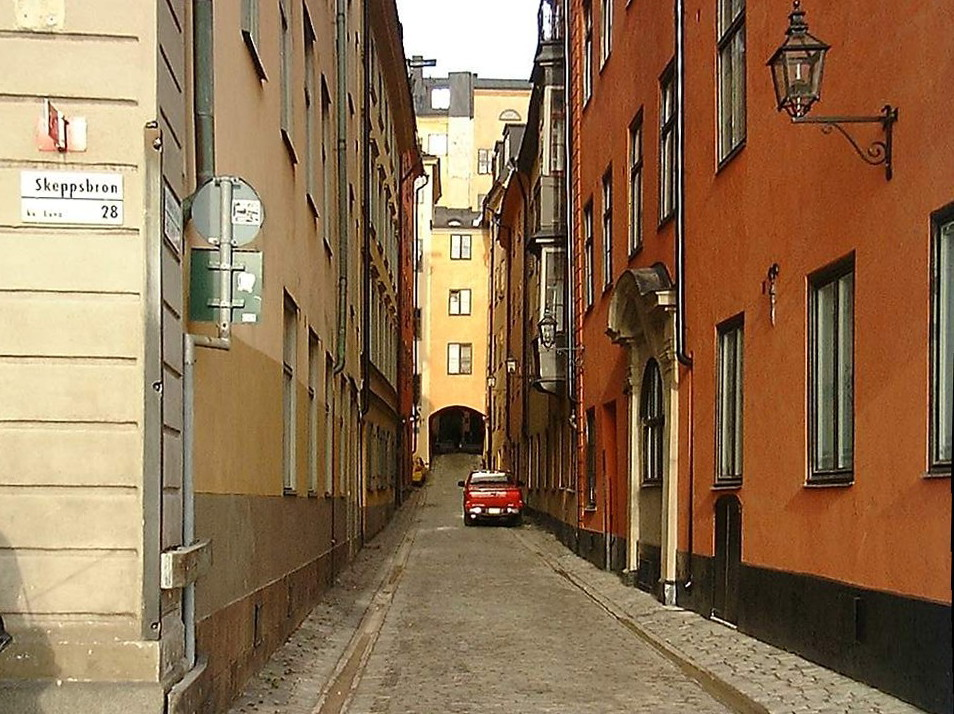
Ferkens gränd från Skeppsbron, 2007.

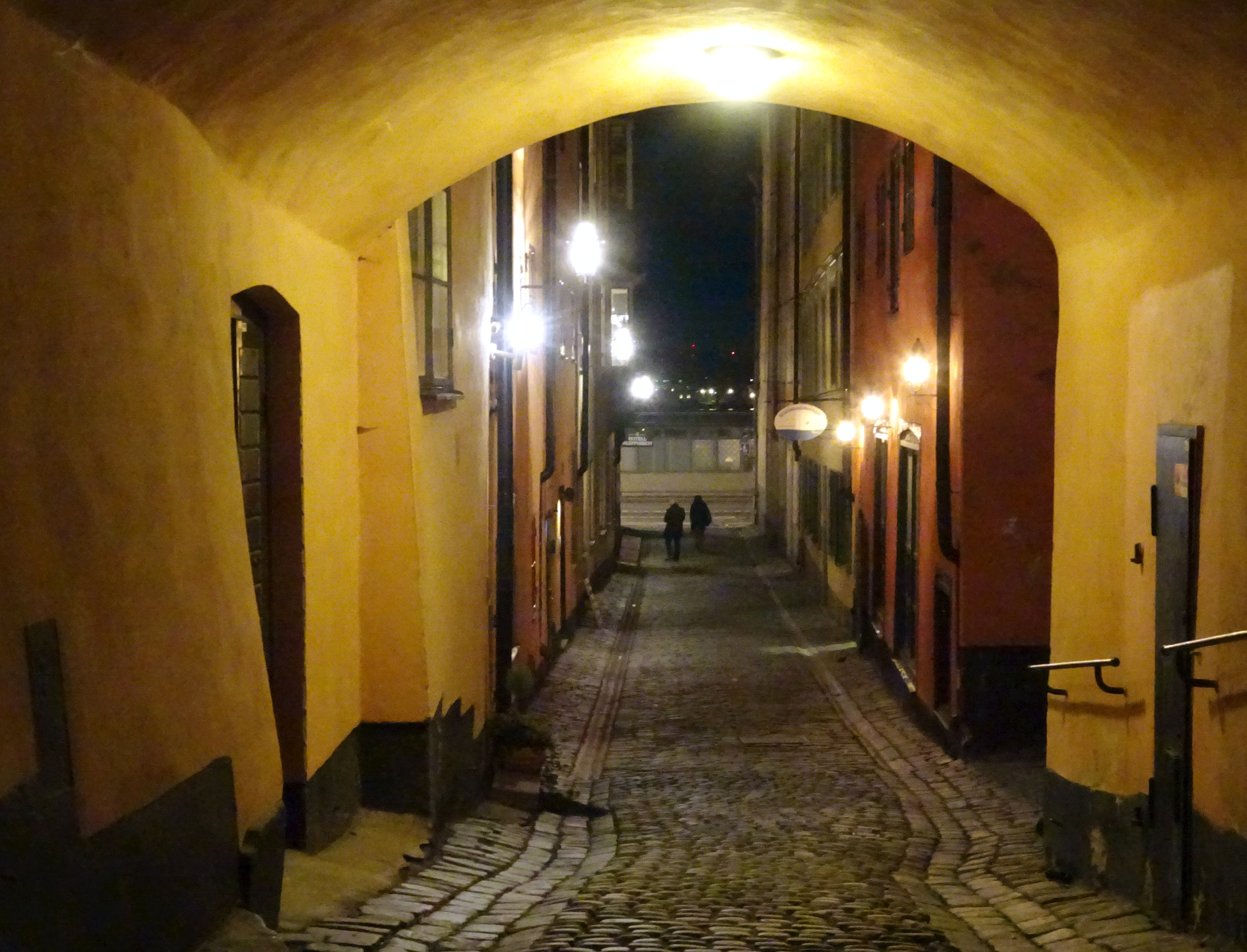
Ferkens Gränd på kvällen, 2019.

Tidigare namn var Ferkens grändh (1619) och Farkens grändh (1621). Grändens namn kommer av tyskans Ferkel som betyder "späd gris" och i folkmun förvanskades till ”Ferken” eller ”Farken” som var namnet på ett gårkök i gränden. Mot väster avslutas gränden genom ett valv i bebyggelsen Österlånggatan 31–33.  

### Gårköket Farken
Farken var en enkel servering där gästerna fick plocka maten själv. År 1602 omnämns en "Leuisa i Farken" som källarens gästgiverska. Tre år senare fick hennes make Michaill Wossin rätt att driva stället. Då hade Farken genom en kunglig förordning blivit utsedd till en av Stockholms åtta officiella gästgiverier med rätt att köpa och sälja utländska viner och öl i Staden mellan broarna. Samtliga åtta ställen skulle även hänga ut skyltar med symboler som tre konor, en blå örn, ett förgyllt lejon, en grip, en sol, en måne, en stjärna eller en gris. Förmodligen hade Farken en gris på sin krogskylt. År 1687 dömdes lokalen ut och byggnaden revs några år senare.

### Källaren Halvmånen
Halvmånen låg på 1600-talets mitt i kvarteret Luna, hörnet Ferkens gränd / Skeppsbron och hörde till en av stadens kända vinkällare. Namnet var möjligtvis en anspelning på kvartersbeteckningen Luna som betyder måne. En av Halvmånens tidiga källarmästare var Frans de Moij som hade sin bostad i närheten. Hans vinkällare omnämns i en bouppteckning från 1678 som ett steenhus i Farkens grändhi hörnet widh Skiepzbroen, Halva månen benämdt. Frans de Moij var vid sin tid en av Stockholms mest kända källarmästare och besjöngs 1672 i en bröllopsdikt av Lasse Lucidor. Under 1600-talets slut hyrde Frans de Moij även Gårköket Farken som låg i samma gränd.